# Kvadratno število
Kvadrátno števílo ali kvadrát (včasih celo tudi popólni kvadrát) je v matematiki pozitivno celo število, ki se ga lahko zapiše kot kvadrat drugega celega števila. Število 9 je na primer kvadratno število, ker se ga lahko zapiše kot 3 · 3. Po dogovoru je 1 prvo kvadratno število. Število m je kvadratno tedaj in le tedaj, kadar se lahko razmesti m točk v obliki kvadrata:
1:
```
+               x
```

4:
```
x +             x x
+ +             x x
```

9:
```
x x +           x x x
x x +           x x x
+ + +           x x x
```

16:
```
x x x +         x x x x
x x x +         x x x x
x x x +         x x x x
+ + + +         x x x x
```

25:
```
x x x x +       x x x x x 
x x x x +       x x x x x 
x x x x +       x x x x x 
x x x x +       x x x x x 
+ + + + +       x x x x x 
```

36:
```
x x x x x +     x x x x x x
x x x x x +     x x x x x x
x x x x x +     x x x x x x
x x x x x +     x x x x x x
x x x x x +     x x x x x x
+ + + + + +     x x x x x x
```

Enačba za n-to kvadratno število je tako n2. Pri tem se upošteva, da je na primer 6. kvadratno število 62 = 36 = 1 + 3 + 5 + 7 + 9 + 11 (vsota prvih 6 lihih števil). Prišteti je treba toliko lihih števil točk označenih s '+'.
Lagrangeev izrek štirih kvadratov pravi, da se lahko vsako pozitivno celo število zapiše kot vsoto največ 4 popolnih kvadratov. Trije kvadrati niso dovolj za števila oblike 4k(8l + 7). Izrek posploši Waringov problem.
Vsota dveh zaporednih trikotniških števil je kvadratno število.
Pozitivno celo število m, katerega delitelji niso popolni kvadrati, razen 1, je deljivo brez kvadrata. Njegova Möbiusova funkcija μ(m) je različna od 0.